# Каннибалы (фильм, 1970)
«Каннибалы» (итал. I Cannibali, англ. The Year of the Cannibals) — кинофильм Лилианы Кавани.

## Сюжет
История о молодых людях, бунтарях, вышедших на улицы.
Мрачная сюрреалистическая притча, полуаллегория, использующая мотивы «Антигоны» Софокла, перенося их в некую условную псевдосовременность. Сопротивляться власти нужно даже тогда, когда время революций закончилось.

### Интерпретация
Лента, снятая в самом начале творческого пути Лилианы Кавани как режиссёра игрового кино, ещё не в полной мере соответствует стандартам авторского стиля, а лишь намечает пути его развития. Можно говорить о том, что границы картины несколько размыты, она словно является частью революционного киноальманаха, одновременно полемизируя и находясь в устойчивой взаимосвязи с произведениями других кинематографистов соответствующего периода, при этом откликаясь на актуальные исторические события, среди которых, в первую очередь, студенческие волнения во Франции в мае 1968 года.
Несмотря на то, что режиссёр утверждала, что всегда пыталась противостоять влиянию французского кинематографа, сама по себе конструкция «Каннибалов» выполнена в технике коллажа и, таким образом, в определенной мере отсылает к революционным фильмам Годара. Кроме того, тема каннибализма, затронутая уже в названии произведения, проводит связующую нить между ним и лентой Пазолини «Свинарник» (1969), где соответствующая идея раскрывается отдельной повествовательной линией и насыщается фрейдистской подоплёкой. Более того, в обоих фильмах участвует один и тот же актёр — Пьер Клементи. Однако если у Пазолини он играл каннибала, произносящего в финале фильма слова «Я убил своего отца, ел человеческое мясо и дрожу от радости», что, в свою очередь, связывает его с Эдипом, то у Кавани этот образ трансформируется в прорицателя Тиресия. Соответственно, выстраивается определенная игра с культурными контекстами, посредством которой реализуется интеллектуальный спор между режиссёрами.
Кавани намеренно формирует некую современную мифологическую систему, перемешивая различные образы, являющиеся в определенном смысле сакральными для разных групп людей и поколений, при этом дополняя визуальный ряд музыкальным оформлением модного итальянского кинокомпозитора Эннио Морриконе.

## В ролях
| Актёр         | Персонаж |
| ------------- | -------- |
| Пьер Клементи |          |
| Томас Милиан  |          |
| Бритт Экланд  |          |
| Марино Мазе   |          |

## Производство
Лента имела колоссальный успех. На фестивале альтернативного кино в Нью-Йорке с Кавани, где она была с фильмом «Каннибалы», начали переговоры представители компании Paramount, решившие купить картину. Но представителей не устраивал финал, и они требовали изменить последнюю сцену, где полицейские убивают моих героев, оставить их в живых). Кавани предлагались за это сто пятьдесят тысяч долларов. Но она сказала: 
«Да вы что, это же абсурд! У меня же в основе греческая трагедия, „Антигона“! Я просто перенесла её в наше время! Как, по-вашему, я могу изменить такой сюжет?»
В итоге она отказалась, и фильм так и не купили.